# Pegalajar
Pegalajar és un municipi de la comarca de Sierra Mágina, en la província de Jaén, Andalusia i ubicat a la vall del riu Guadalbullón (afluent del curs mig del Guadalquivir).
Una part del seu territori municipal es troba dins del Parc Natural de Serra Mágina.
En la localitat del mateix nom i capital del terme municipal, es troben l'arc de l'Encarnació, que és una estructura gòtica del segle xv, antiga porta principal d'entrada al castell de Pegalajar declarada bé d'interès cultural l'any 1985, i l'església dedicada a la Santa Creu, temple renaixentista del segle xvi que va sofrir grans danys en la guerra civil espanyola, construït per Pedro Barba sobre la primitiva església del castell que substituí a mitjans del segle xiii l'anterior mesquita musulmana, i de la qual podem destacar la seva torre campanar, una resta de la torre de l'homenatge de la fortalesa cristiana, a més del retaule barroc del segle xviii de l'altar major.
Al municipi es troba un ampli espai de gran valor etnològic, La Huerta de Pegalajar, catalogat bé d'interès cultural i que s'ha mantingut des de època d'Al-Àndalus. Està configurat per un especial sistema hidràulic, agrícola i ecológic, basat en l'aprofitament de l'aigua i que es considera únic en l'arc mediterrani de la península Ibèrica.